# Eupithecia affinata
Eupithecia affinata är en fjärilsart som beskrevs av Richard F. Pearsall 1908. Eupithecia affinata ingår i släktet Eupithecia och familjen mätare. Inga underarter finns listade i Catalogue of Life.